# The Mail Man
The Mail Man — восьмитрековий міні-альбом американського репера E-40, виданий лейблом Sick Wid It Records на вінилі та касетах. Реліз містить продакшн від E-40, Майка Мослі, Сема Бостіка та Studio Ton. Альбом посів 13-ту сходинку чарту Top R&B/Hip-Hop Albums та 131-те місце Billboard 200. У 1994 лейбл Jive Records перевидав The Mail Man з іншим треклистом.
На «Captain Save a Hoe» існує відеокліп. Саму пісню написано у відповідь на історію Ф. Ніксон з Каламазу, штат Мічиган, заявника на 8-му Програму, за якою людина, котра знімає квартиру, платить 30% від свого доходу незалежно від ринкової вартості оренди цього житла. Вона була відомою постійним обдурюванням уряду. Ніксон могла спеціально завагітніти, аби залишитися з її поточними хлопцями. Вона часто говорила своїм приятелям: «Я шукаю чоловіка, який врятував би мене, я ніколи не працюватиму». На «Practice Lookin' Hard» також існує кліп. У ньому знялися Boots Riley, Тупак, Celly Cel та Spice 1. «Ballin' Out of Control» пізніше з'явилася на подвійному альбомі E-40 The Element of Surprise під назвою «Ballin' Outta Control» (1998).

## Список пісень
1. «Neva Broke»
2. «Bring the Yellow Tape»
3. «Practice Lookin' Hard»
4. «Where the Party At» (з участю The Mossie)
5. «Captain Save a Hoe» (з участю The Click)
6. «The Mailman»
7. «Ballin' Out of Control» (з участю Levitti)
8. «Captain Save a Hoe (Remix)» (з участю The Click)

## Чартові позиції
Альбому
| Чарт (1993)               | Найвища позиція |
| ------------------------- | --------------- |
| US Billboard 200          | 131             |
| US Top R&B/Hip-Hop Albums | 13              |
| Чарт (1994)               | Найвища позиція |
| US Top Heatseekers        | 25              |

Синглу
| Пісня                | Чарт (1993)                | Найвища позиція |
| -------------------- | -------------------------- | --------------- |
| «Captain Save a Hoe» | US Billboard Hot 100       | 94              |
| «Captain Save a Hoe» | US Hot Dance Singles Sales | 42              |
| «Captain Save a Hoe» | US Hot R&B/Hip-Hop Songs   | 63              |